# Kontroll- och tillfällesstrukturteori
Kontroll- och tillfällesstrukturteorierna är inom kriminologin ett ideologiskt konservativt alternativ till de progressiva konfliktteorierna som var mycket populära under 1960- och 1970-talen. I takt med att konfliktteorierna minskade sitt inflytande kom den radikala kriminologin att tappa mark. Efter andra hälften av 1970-talet vann kontroll- och tillfällesstrukturteorierna mark och ökad popularitet inom den kriminologiska debatten. Idag domineras kriminologin av den administrativa kriminologin som hämtar sin bas ur teorier om kontroll och tillfällesstruktur.
Det gemensamma för kontrollteoriernas utgångspunkt är frågan Varför finns det lagliga människor?. Teorierna antar att alla har en "önskan" att begå brott och avvikande handlingar och att det finns en rationell grund för detta. Fokus ligger alltså inte på brottsligheten och dess orsaker utan på konformiteten och dess grund. Kontrollteoretikerna försöker finna svaret på är varför inte alla begår brott. Svaret på frågan skiljer sig något mellan de olika teorierna men de är överens om att de flesta avhåller sig från brottsligt beteende genom samhällets eller den egna kontrollen.

## Idéhistoria
Kontrollteorierna är en konservativ reaktion främst mot konfliktteorierna som var stora under 1960- och 1970-talet. Teorierna utgår från det klassiska rational choice-tänkandet som företräddes av bland andra Cesare Beccaria och Jeremy Bentham. De grundläggande tankarna i alla kontrollteorier går att spåra till den franske sociologen Émile Durkheims tankar om brottslighetens orsaker, som formulerades i slutet på 1800-talet i teorin om anomi (1893). Med sin teori menade han att en normupplösning i samhället är en viktig faktor vid förklaringen till varför människor börjar begå brott eller rent av tar livet av sig. Tanken är att den förlorade sociala kontrollen innebär att människor i detta normupplösningstillstånd tappar sin förankring i tillvaron. Idén är att de band som binder samman människan och samhället är av avgörande vikt.
Teoretikerna menar att människans relationer, åtaganden, värderingar, normer och övertygelser uppmuntrar till att inte bryta mot lagen. Genom att moraliska föreskrifter internaliseras binds individen till samhället och kommer frivilligt begränsa sin egen benägenhet och potential att begå avvikande handlingar. Teorierna försöker hitta svaret genom vilka metoder man kan minska troligheten att en individ utvecklar ett kriminellt beteende, och begränsar sin syn till att handla om socialisationsprocesser och social inlärning. Detta bygger på en Hobbesk syn på människans natur som finns representerad i hans bok Leviathan, det vill säga att alla val begränsas av implicita sociala kontrakt, avtal och överenskommelser mellan människor för att upprätta en moral i en värld av människor som bara följer sitt egenintresse - i naturtillståndet blir hela livet ett allas krig mot alla (bellum omnium contra omnes). Målet är social ordning med tydlig fördelning och med konsekvenser för beteenden som definieras som onda, omoraliska eller olagliga.
Den främsta bland kontrollteoretikerna är Travis Hirschi med sin teori om social kontroll/sociala band och Teorin om självkontroll. Andra är David Matza och Gresham Sykes med Neutralisationstekniker och Marcus Felson och Lawrence Cohen med Rutinaktivitetsteorin. Teorierna inordnas i den positivistiska skolan, nyklassiska skolan och högerrealismen. Social kontroll-teori kommer av funktionalistiska teorier.
Den moderna brottspreventiva kontrollmodellen hämtar sitt ideologiska fundamenta ur kontrollteorierna.

## Neutralisationstekniker
Neutraliseringsteknikerna baserar sig på den klassisk artikeln Techniques of Neutralization (1957). Teknikerna utgör ett antal metoder genom vilka en person som begår olagliga handlingar neutraliserar moraliska och etiska spärrar som normalt skulle hindra personen från att begå brott. Teknikerna används för att brottslingen inte skall skuldbelägga sig själv. Målet är att rättfärdiga sin egen brottsliga handling, och uppnås genom en omskrivning av brottet som blir möjlig när den kriminelle tillfälligt upphäver den kontroll etablerade normer normalt utövar på individens beteende.

## Teorin om sociala band

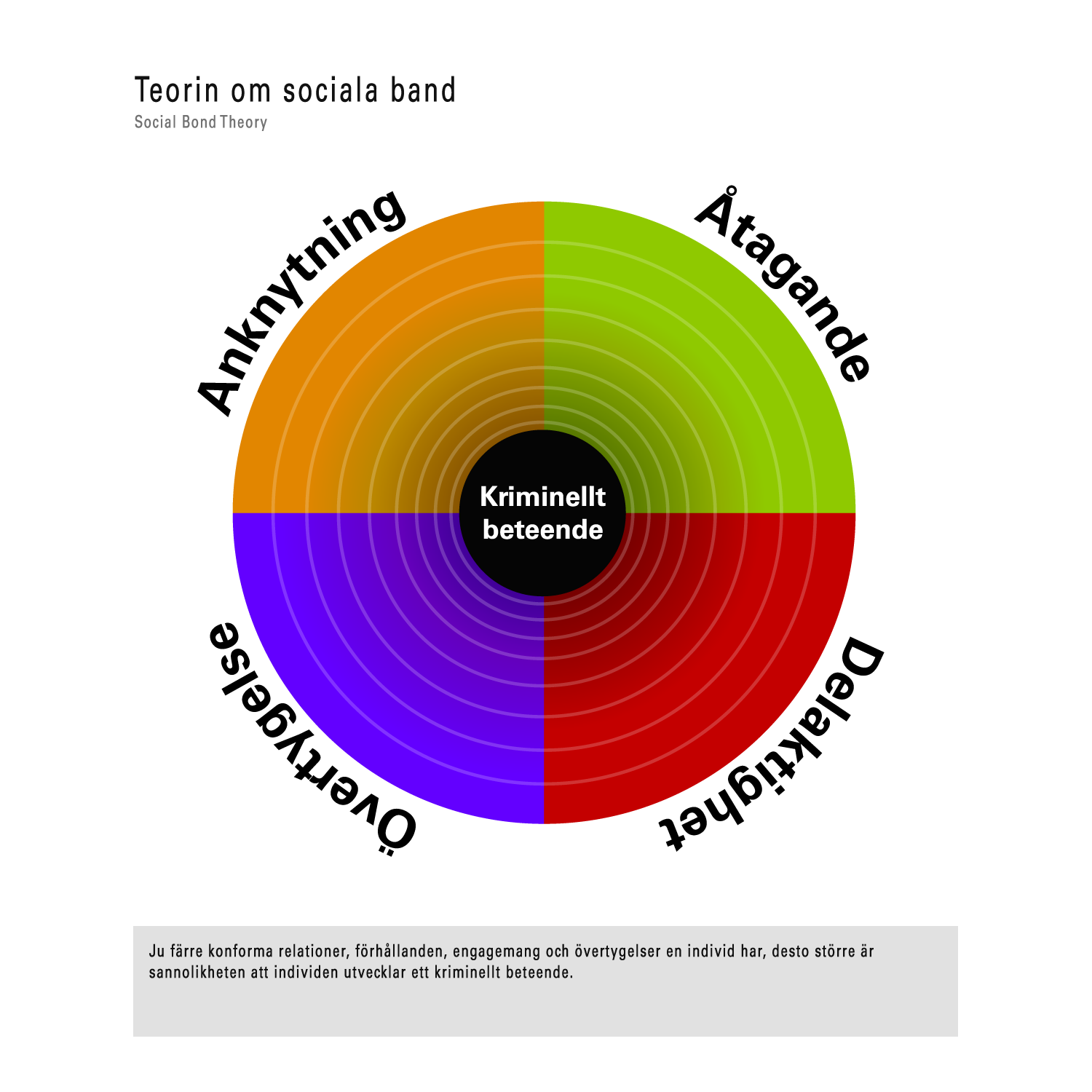
Ju färre konforma relationer, förhållanden, engagemang och övertygelser en individ har, desto större är sannolikheten att individen utvecklar ett kriminellt beteende.

År 1969 utkom boken Causes of Delinquency (1969) författad av Travis Hirschi. Teorin om sociala band vann stor popularitet bland kriminologer världen över under 1970- och 1980-talet. Teorins utgångspunkt går att hitta i Durkheims teorier om effekter av relationsupplösning i samhället. Begreppet sociala band avser relationen inom grupper till vilka individen hör. Friheten från dessa band ger ett ökat handlingsutrymme för individen att agera i enlighet med sina intressen, men som strider mot de etablerade samhällsnormerna.
Enligt Hirschi finns det fyra element som hos individen förmår ett avståndstagande från avvikande beteenden och brottsliga handlingar: anknytning (attachment), åtaganden (commitment),delaktighet (involvement) och övertygelse (belief). Dessa fyra element är enligt Hirschis teori helt avgörande för att en individ inte ska begå brott, och ju större investeringar individen gjort i dessa element desto dyrare blir det att bryta med dem.
Ett grundläggande antagande är att den kriminelle söker skapa största möjliga lycka till minsta möjliga pina. Brottslingen antas vara en utilitaristisk hedonist som genom brott försöker tillfredsställa icke-uppfyllda behov.

## Teorin om självkontroll
Framväxt ur teorin om sociala band har teorin om självkontroll utvecklats i ett samarbete mellan Travis Hirschi och Michael R. Gottfredson genom boken A General Theory of Crime (1990). Författarna utgår ifrån två antaganden: Det första är väldigt likt utgångspunkten i sociala band-teorin; individen är i sin beteendestruktur vägledd av en överordnad begärsorienterad princip, att skapa högsta möjliga tillfredsställelse av sina behov till minsta möjliga kostnad/pina. Det andra utgår som konsekvens ifrån ett instrumentellt antagande om att individen är kalkylerande och rationell som ständigt värderar vinster, upptäcktsrisker, sanktioner av lagligt kontra brottsligt beteende.
Hirschi och Gottfredson resonerade att graden av självkontroll är den enskilt mest avgörande faktorn vad gäller brottslighet. Har individen en låg självkontroll finns en kausal relation till hög brottslighet. Orsakerna till den låga självkontrollen kan variera men de centrala är bristfällig uppfostran och andra störningar tidigt i livet.
Skillnaden mellan den laglige och förövaren är graden av egenkontroll/självkontroll hos individen. Socialisering och social inlärning anses skapa självkontroll och minskar benägenheten att ägna sig åt beteenden som kan betraktas som antisociala.

## Teorin om rutinaktivitet

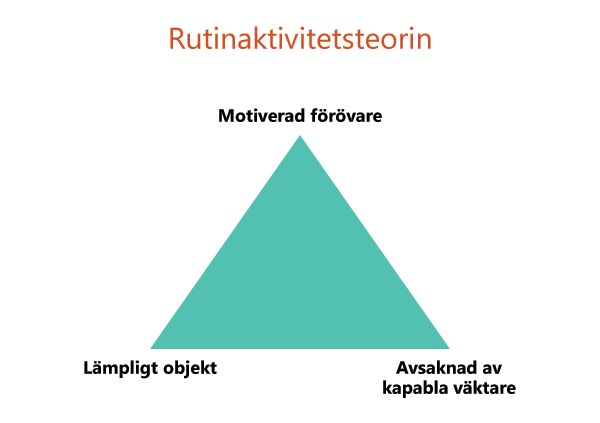
Rutinaktivitetsteorin illustrerad som en triangel vars varje hörn representerar en faktor som tillsammans med de andra faktorerna innebär ett brottstillfälle.

Rutinaktivitetsteorins (1979) huvudsyfte är att förklara förändringarna i brottsnivån i samhället som helhet. Teorin menar att förändringar i vardagsbrottsligheten så som stöld, skadegörelse och inbrott är intimt förknippade med vardagens olika rutiner. Förutsättningen för brottsligheten är enligt teorin samspelet mellan tre faktorer: motiverad förövare, lämpligt objekt och avsaknad av någon form av avskräckande faktorer, i teorin  kallade kapabla väktare. Kapabla väktare kan till exempel vara närvaro av andra människor eller av olika bevakningssystem.
Rutinaktivitetsteorins målsättning är att försvåra möjligheten att begå brott. Detta sker genom att tillgången till kapabla väktare och att de kapabla väktarnas förmåga ökar, vilket ger en ökad upptäcktsrisk. Det kan handla om kamerabevakning i bostadsområden och på parkeringsplatser, tekniskt skydd för varor som är stöldbegärliga och att minska värdet på ett stöldbegärligt objekt som mobiltelefoner (genom att snabbt spärra telefonen hos operatören efter att de blivit stulna).
Rutinaktivitetsteorin är den vanligaste utgångspunkten i modern brottsprevention.

## Teorin om Broken Windows

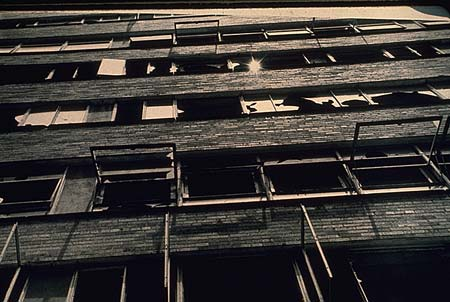
På bilden: En del av ett hus som ingick i bostadsprojektet Pruitt–Igoe, färdigställt i mitten på 1950-talet i St. Louis, Missouri, USA.

Teorin om Broken Windows (1982) baserar sig på en analogi: Byggnader som förfaller om de inte underhålls och snabbt repareras efter eventuell skadegörelse, ett krossat fönster som inte lagas leder snabbt till fler.
Teorin om Broken Windows har sin grund i ett konservativt kriminologiskt perspektiv i inställningen till brott och straff och är intimt sammankopplad med nolltolerans-strategi. Tanken inom teorin är att förargelseväckande beteende föder dåligt beteende och det gäller att förebygga oordning innan den trappas upp. Ifall det oönskade beteendet inte åtgärdas kommer det att leda till sammanbrott i den lokala kontrollen. Samhället skall reagera snabbt för att stävja en händelseutveckling i sin linda; reparera det krossade fönstret så nära inpå krossandet som det går. Teorin menar att det sannolikt kommer att leda till färre krossade fönster samt att skadegörelsen blir mindre vanlig. I de fall den sociala kontrollen går förlorad förfaller det berörda området, beteendet förändras, respektabla människor flyttar från området och rädslan för brott tilltar (främst bland äldre som sällan flyttar). Främlingskap till grannar och bostadsområde uppstår. Den informella kontrollen går förlorad och området blir attraktivt för kriminalitet och troligen utsatt för en "kriminell invasion". Droger kommer att byta ägare, prostitution öka, och bilar demoleras.

## Kontrollmodellen i praktiken

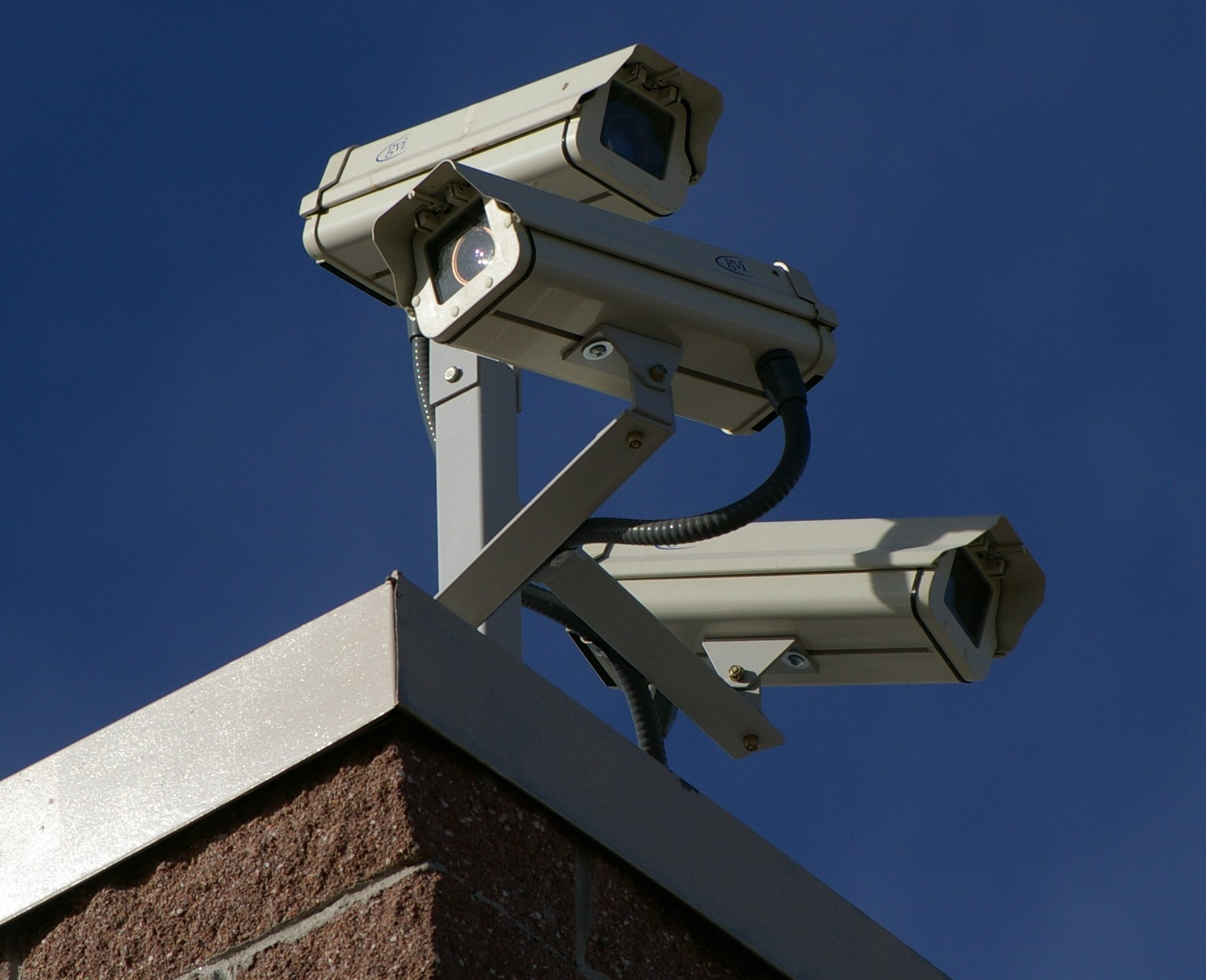
Inslaget av formell kontroll har ökat inom brottspreventionen, för att i situationer förebygga brottstillfällen.

Efter det nyliberala systemskiftet på 1980- och 1990-talet kom samhällen att ändra sin kriminalpolitiska agenda och nya former för sammanhållning efter välfärdsstaten behövdes. I Sverige presenterade regeringen 1996 sitt brottsförebyggande program Allas vårt ansvar. I programmet stod inte möjlig eller verklig påverkan på brottsligheten i fokus. Det centrala var en ideologisk (bland annat moraliskt och etiskt) och praktisk mobilisering av samhället mot brott. Det handlade om nattvandring, grannsamverkan och organiseringen av det allt mer utsuddade gränserna mellan det offentliga, det privata näringslivet och civilsamhället. Lokalsamhället har fått en ökad roll.
Ingrid Sahlin skriver i sin bok Brottsprevention som begrepp och samhällsfenomen att kontrollmodellens övergripande syfte är att reglera beteendet hos enskilda individer, grupper eller hela befolkningen med målet om social ordning. Till denna modell räknas allmän- och individualpreventionen, den socialisation som syftar till fostran av barn och ungdomar till normkonformt beteende på en prekonventionell nivå, tvångsomhändertagandet av barn, missbrukare och psykiskt sjuka, upprättandet av register för spaning och inkapacitering av kriminella. Inom rättsvetenskapen ställs preventionen i kontrast till repressionen. Edgardo Rotman gör däremot skillnad mellan repressiv och icke-repressiv brottsprevention och i en analys av utvecklingen i USA menar han att även lokala projekt för ökad social kontroll bär repressiva inslag. Ett exempel på detta är grannsamverkan, eftersom den innebär en övervakning som kan resultera i ett avvisande av okända besökare som befinner sig i området.

### Notförteckning
1. ↑  Sarnecki 2003, s. 215-226.
2. 1 2  Hirschi 2002.
3. ↑  Hobbes 2009.
4. ↑  Lloyd & Sreedhar 2008.
5. ↑  Sarnecki 2003, s. 216-218.
6. ↑  Sarnecki 2003, s. 218.
7. ↑  Gottfredson & Hirschi 1990.
8. ↑  Sarnecki 2003, s. 220.
9. 1 2 3  Sarnecki 2009.
10. 1 2  Cohen & Felson 1979.
11. 1 2  Clarke & Felson 1993.
12. ↑  Sahlin 2000, s. 103.
13. ↑  Sahlin 2000, s. 99-105.
14. ↑  Wilson & Kelling 1982, s. 3f.
15. ↑  Garland 2001.
16. ↑  Roxell & Tiby 2000, s. 253-268.
17. ↑  Sahlin 2000, s. 99f.
18. ↑  Rotman 1996.

### Källförteckning
- Akers, Ronald L.; Sellers, Christine S. (2009) (på engelska). Criminological Theories: Introduction, Evaluation, and Application. New York: Oxford University Press. ISBN 978-0-19-533252-0
- Clarke, Ronald V.; Felson, Marcus (1993). ”Introduction: Criminology, Routine Activity, and Rational Choice” (på engelska). Routine Activity and Rational Choice: Advances in Theoretical Criminology (femte). New Brunnswick, New Jersey: Transaction publishers. Libris 2700166. ISBN 1-56000-087-2. http://www.google.se/books?hl=sv&lr=&id=C2mtbSIqHp4C&oi=fnd&pg=PR9&dq=Advances+in+Theoretical+Criminology+:+Routine+Activity+and+Rational+Choice&ots=831qQtknCf&sig=y47M4pQzFgTLTQU1MwA1tvHRQDo&redir_esc=y#v=onepage&q=Advances%20in%20Theoretical%20Criminology%20%3A%20Routine%20Activity%20and%20Rational%20Choice&f=false
- Cohen, Lawrence E.; Felson, Marcus (1979). ”Social Change and Crime Rate Trends: A Routine Activity Approach” (på engelska). American Sociological Review Vol. 44 (augusti). http://www.personal.psu.edu/users/e/x/exs44/597b-Comm&Crime/Cohen_FelsonRoutine-Activities.pdf.
- Gottfredson, Michael R.; Hirschi, Travis (1990) (på engelska). A General Theory of Crime. Stanford: Calif.: Stanford University Press. Libris 5694514. ISBN 0-8047-1773-7
- Garland, David (2001) (på engelska). The Culture of Control: Crime and Social Order in Contemporary Society. Oxford: Oxford University Press. Libris 8277794. ISBN 0-19-829937-0 (inb.)
- Hirschi, Travis (2002) (på engelska). Causes of Delinquency. New Brunswick: N.J.: Transaction Publishers. Libris 5611997. ISBN 0-7658-0900-1
- Hobbes, Thomas (2009). ”Leviathan” (på engelska). http://www.gutenberg.org/files/3207/3207-h/3207-h.htm#2H_4_0110.
- Lloyd, Sharon A.; Sreedhar, Susanne (2008). ”Hobbes's Moral and Political Philosophy” (på engelska). Stanford Encyklopedia of Philosophy. http://plato.stanford.edu/entries/hobbes-moral/#StaNatStaWar.
- Roxell, Lena; Tiby, Eva (2006) (på Svenska). Frågor, fält och filter - kriminologisk metodbok. Lund: Studentlitteratur. Libris 10079095. ISBN 91-44-04703-7
- Sahlin, Ingrid (2000). Brottsprevention som begrepp och samhällsfenomen. Lund: Arkiv. Libris 7674931. ISBN 91-7924-132-8
- Sarnecki, Jerzy (2003). Introduktion till kriminologi. Lund: Studentlitteratur. Libris 9055106. ISBN 91-44-01746-4
- Welch, Kelly (1998). ”Two Major Theories of Travis Hirschi” (på engelska). Arkiverad från originalet den 23 maj 2010. https://web.archive.org/web/20100523150035/http://www.criminology.fsu.edu/crimtheory/hirschi.htm. Läst 24 augusti 2010.
- Wilson, James Q.; Kelling, George L. (1982). ”Broken Windows” (på engelska). http://www.manhattan-institute.org/pdf/_atlantic_monthly-broken_windows.pdf. Läst 24 augusti 2010.